# Amor e Música (álbum de Maria Rita)
Amor e Música é o sexto álbum de estúdio (e o oitavo, ao todo) da cantora brasileira Maria Rita, lançado em 26 de janeiro de 2018.
O disco contem todo o repertório que foi usado num show realizado no dia 7 de julho de 2017, marcando o que seria seu quarto álbum ao vivo. No entanto, o lançamento foi cancelado conta de problemas técnicos na gravação ao vivo. O disco recebeu o Grammy Latino na categoria Melhor Álbum de Samba/Pagode na edição de 2018.
A identidade do álbum ficou bastante marcada entre os fãs, pela elegante presença do trompete e flugelhorn, além da maior banda da carreira da cantora. O disco despertou nos fãs o desejo de uma nova regravação de DVD, para registro audiovisual do show que correu pela estrada, até início de 2019. Não houve registros profissionais da turnê Amor e Música, muito elogiada pela forte personalidade e marcante identidade visual.

## Recepção

### Crítica
| Críticas profissionais | Críticas profissionais |
| Avaliações da crítica  | Avaliações da crítica  |
| Fonte                  | Avaliação              |
| ---------------------- | ---------------------- |
| G1                     | [ 4 ]                  |
| Folha de S. Paulo      | positiva               |

Mauro Ferreira que escreve ao G1 deu 3.5 de 5 estrelas ao álbum.. O crítico Thales de Menezes da Folha de S. Paulo fez uma avaliação positiva quanto ao sexto álbum de Maria Rita, também fez um adendo aos últimos discos de sambas lançados, como os de Diogo Nogueira e Roberta Sá, onde os mesmos não conseguem emplacar hits isolados no mercado atual.

## Faixas
| N.º | Título                          | Compositor(es)                                             | Duração |  |
| 1.  | "Chama de Saudade"              | Davi Moraes Fred Camacho Marcelinho Moreira                | 4:35    |  |
| 2.  | "Nos Passos da Emoção"          | Davi Moraes Moraes Moreira Fred Camacho Marcelinho Moreira | 2:54    |  |
| 3.  | "Saudade Louca"                 | Arlindo Cruz Acyr Marques Franco                           | 4:41    |  |
| 4.  | "Cara e Coragem"                | Davi Moraes Arlindo Cruz                                   | 4:00    |  |
| 5.  | "Amor e Música"                 | Luizão Paiva Moraes Moreira                                | 3:00    |  |
| 6.  | "Cadê Obá"                      | Carlinhos Brown Davi Moraes                                | 5:12    |  |
| 7.  | "Reza"                          | Pretinho da Serrinha                                       | 5:12    |  |
| 8.  | "Nem por um Segundo"            | Zeca Pagodinho Fred Camacho                                | 4:54    |  |
| 9.  | "Pra Maria"                     | Marcelo Camelo                                             | 4:45    |  |
| 10. | "Samba e Swing"                 | Batatinha                                                  | 4:03    |  |
| 11. | "Perfeita Sintonia"             | Fred Camacho Marcelinho Moreira Leandro Fab                | 3:48    |  |
| 12. | "Cutuca"                        | Davi Moraes Fred Camacho Marcelinho Moreira                | 3:30    |  |
| 13. | "Amor e Música" (Versão Bolero) | Luizão Paiva Moraes Moreira                                | 4:06    |  |

## Prêmios
| Ano  | Data da cerimônia      | Categoria                                     | Recipiente    | Resultado | Ref.  |
| ---- | ---------------------- | --------------------------------------------- | ------------- | --------- | ----- |
| 2018 | 15 de novembro de 2018 | Grammy Latino de Melhor Álbum de Samba/Pagode | Amor e música | Venceu    | [ 6 ] |